# Dean Reynolds
Dean Reynolds (* 11. Januar 1963) ist ein englischer Snookerspieler aus Grimsby. Von 1981 bis 2001 spielte er 20 Jahre in Folge auf der Profitour.

## Karriere

### Anfänge
Dean Reynolds hatte als Jugendlicher schon kleinere Erfolge, sein Durchbruch kam aber 1981, als er die erste Ausgabe des Junior Pot Black gewann. Anschließend wurde er auch englischer U-19-Meister und begann daraufhin in der Saison 1981/82 seine Profikarriere. Sein erstes großes Turnier war das International Masters. Zwar schied er in der Gruppenphase aus, konnte sich aber bereits gegen Spieler wie Tony Knowles und Rex Williams behaupten. Bei seiner ersten Weltmeisterschaft besiegte er in der Runde der Letzten 32 den Ex-Weltmeister Fred Davis mit 10:7 und erreichte das Achtelfinale. Die Partie gegen Silvino Francisco konnte er trotz Fehlstarts zum 5:5 ausgleichen und bis zum 8:10 offen halten, dann zog der Südafrikaner aber zum 13:8 davon. Damit stieg Reynolds auf Platz 22 der Weltrangliste ein. Im Jahr darauf wurden neben der WM zwei weitere Ranglistenturniere eingeführt: Beim International Open erreichte er das Achtel- und beim Professional Players Tournament sogar das Viertelfinale. Auch bei der UK Championship und dem Masters stand er im Achtelfinale. Nur bei der Weltmeisterschaft war er schon in Runde 2 gegen Alex Higgins chancenlos. Er verpasste die Top 16, stieg aber immerhin auf Platz 19 der Rangliste.
Die Saison 1983/84 war dann aber erst einmal ein Rückschritt, er kam keinmal über die Letzten 32 hinaus und verlor sein Auftaktmatch bei der WM. Das Jahr darauf verlief wechselhaft, zweimal scheiterte er in Runde 1, zweimal in Runde 2. Dafür kam er beim Grand Prix nach Siegen über die Francisco-Brüder Peter und Silvino bis ins Viertelfinale. Ebenso in der englischen Profimeisterschaft, wo er unter anderem Willie Thorne besiegte. Bei der Snookerweltmeisterschaft 1985 war erneut Alex Higgins in Runde 2 Endstation. Saison 1985/86 begann zwar vielversprechend mit dem Achtelfinale bei der Matchroom Trophy, danach gab es aber kein solches Ranglistenergebnis mehr. Lediglich bei der nicht für die Rangliste zählenden englischen Profimeisterschaft erreichte er zum zweiten Mal in Folge das Viertelfinale. Damit fiel er bis auf Platz 29 der Welt zurück.

### Karrierehöhepunkt
Die Wende kam mit dem International Open 1986, wo er sein drittes Ranglistenviertelfinale erreichte. Dem Achtelfinale bei der UK Championship folgte sein erstes Halbfinale beim Classic, das er knapp mit 8:9 gegen Jimmy White verlor. Er revanchierte sich gleich anschließend mit einem 6:5-Sieg im Achtelfinale bei der englischen Profimeisterschaft und schlug damit erstmals einen Top-5-Spieler. Bei der Weltmeisterschaft behielt dann aber wieder White mit 10:8 in der Runde der Letzten 32 die Oberhand. Trotzdem schaffte es Reynolds erstmals unter die Top 16 der Welt. Die Saison 1987/88 begann schlecht mit nur einem Sieg bei den ersten vier Ranglistenturnieren, dann kam aber die englische Profimeisterschaft. Er besiegte im Viertelfinale Tony Meo, der zuvor zweimal in Folge den Titel gewonnen hatte, und traf danach auf den Weltmeister von 1986 und amtierenden Vizeweltmeister Joe Johnson. Mit 9:8 und 71:41 im Entscheidungsframe gewann er diese Partie und erreichte sein erstes Profifinale. Überraschend deutlich mit 9:5 holte er sich anschließend gegen den Weltranglistendritten Neal Foulds den Titel. Für die verbleibenden Ranglistenturniere brachte ihm das keinen Schwung, immerhin erreichte er aber beim Kent Cup das Halbfinale, nachdem er erstmals Alex Higgins besiegen konnte.
1988/89 traf er beim International Open erneut auf Foulds und Johnson und konnte die Siege wiederholen. Gegen Jimmy White war im Halbfinale Endstation. Beim British Open kam er um die Begegnung mit White durch dessen Absage herum und erreichte mit Siegen über Cliff Wilson und Joe Johnson das Halbfinale. Mit einem knappen 9:8-Sieg über John Parrott stand er erstmals bei einem Ranglistenturnier im Finale, verlor es aber mit 6:13 gegen Tony Meo. Bei der Weltmeisterschaft kam er nach einem Sieg über Peter Francisco zum zweiten Mal nach seinem Debüt ins Achtelfinale und hatte danach gegen den Waliser Wayne Jones wenig Mühe, weiterzukommen. Erneut scheiterte er im Viertelfinale an Tony Meo, trotzdem war es sein bestes Karriereergebnis bei der WM. Im Jahr darauf bestätigte er seine Leistung mit seinem zweiten Ranglistenfinale beim Grand Prix. Zum zweiten Mal verpasste er die Chance auf einen Ranglistentitel und erlitt eine 0:10-Niederlage gegen den Weltmeister Steve Davis. Es blieb bis 2011 der einzige whitewash in einem Ranglistenfinale. Zuvor hatte er allerdings den Vizeweltmeister und Weltranglistenzweiten John Parrott sowie die Nummer 8 Dennis Taylor aus dem Turnier geworfen. Mit dem Viertelfinale beim Dubai Classic und dem Achtelfinale bei der UK Championship folgten zwei weitere gute Ergebnisse, beide Male verwehrte ihm Stephen Hendry das Weiterkommen. Beim World Matchplay, einem Einladungsturnier, konnte er sich dann bei Tony Meo und Steve Davis für die zuvor erlittenen Niederlagen beide Male mit einem 9:7-Sieg revanchieren, bevor er im Halbfinale Jimmy White mit 44:63 Punkten im Entscheidungsframe mit 8:9 unterlag. Die Saison klang mit einem weiteren Achtelfinale bei der Weltmeisterschaft 1990 aus und mit Platz 8 in der Weltrangliste hatte er den Höhepunkt seiner Karriere erreicht.

### Späte Jahre
In der Saison 1990/91 erreichte der Engländer immer noch sehr gute Ergebnisse. So kam er beim Dubai Classic bis ins Halbfinale. Beim World Matchplay stand er im Viertelfinale und hatte Stephen Hendry, den er in seiner Karriere nie besiegen konnte, am Rande einer Niederlage: 69:56 endete der Entscheidungsframe. Dazu kamen drei weitere Achtelfinals, dazu gehörte auch wieder die Weltmeisterschaft. Durch drei Auftaktniederlagen bei Ranglistenturnieren vergab er aber die Chance, sich insgesamt zu verbessern. Auch im Jahr darauf gab es wieder drei Auftaktniederlagen, darunter auch bei der WM. Auf der Habenseite standen das Viertelfinale bei der UK Championship und drei weitere Achtelfinals. Beim Masters erreichte er nach einem Sieg über Mike Hallett zwar auch das Viertelfinale und damit sein bestes Turnierergebnis. Weil er dafür aber keine Ranglistenpunkte bekam und aus den Top 16 herausfiel, konnte er sich danach auch kein weiteres Mal für das Masters qualifizieren. 1992/93 setzte sich der Abwärtstrend fort. Es gab zahlreiche Auftaktniederlagen. Die Achtelfinals bei der UK Championship, wo er mit Nigel Bond einen Top-10-Spieler besiegte, und dem zweiten Turnier der Strachan Challenge, einem Minor-Turnier mit reduzierter Ranglistenpunktzahl, gab es nur zwei bessere Ergebnisse. Bei der Weltmeisterschaft musste er in die Qualifikation und schaffte es noch einmal in die erste Hauptrunde. Es war sein letzter Auftritt im Crucible Theatre, der mit einer klaren 4:10-Niederlage gegen Gary Wilkinson endete. In zwei Jahren war er damit um 20 Plätze in der Rangliste gefallen.
Im Jahr darauf konnte er auch ohne die WM-Hauptrunde mit drei Achtelfinals bei Ranglistenturnieren seine Position halten. 1994/95 kam er zwar nur beim European Open ins Achtelfinale, dafür aber regelmäßig unter die Letzten 32. Damit blieb er weiter unter den Top 32 der Welt. In der folgenden Saison fehlte aber ein Topergebnis und es häuften sich die Auftaktniederlagen. Er fiel aus den Top 32 und musste dadurch mehr Qualifikationsrunden spielen. 1996/97 schaffte er es nur dreimal unter die Letzten 32, im Jahr gab es außer dem Achtelfinale bei der UK Championship kein weiteres Top-32-Ergebnis. Erneut ging es schnell abwärts in der Rangliste bis auf Platz 51. Es war aber nicht nur das zunehmende Alter, das zu seinem Leistungsabfall führte, Reynolds hatte auch erhebliche Alkoholprobleme. Diese gingen so weit, dass er 1999 wegen wiederholter Trunkenheitsfahrt ins Gefängnis musste. Für sein Match gegen Joe Johnson bei der Weltmeisterschaft bekam er deshalb extra Freigang mit elektronischer Fußfessel und konnte sogar gewinnen. Gegen Jimmy White verpasste er dann mit 7:10 den Crucible-Einzug. Er blieb aber trotzdem unter den Top 64, die sich automatisch für eine weitere Main-Tour-Saison qualifizierten. Im Jahr darauf gewann er nur noch beim ersten und beim letzten Turnier der Saison jeweils ein Match und nachdem es auch in der Saison 2000/01 nur noch drei Auftaktsiege gab, fiel er endgültig bis auf Platz 109 zurück und verlor damit mit 38 Jahren nach 20 Jahren seinen Profistatus.
Als Amateur nahm er danach noch an der Vorqualifikation für die Weltmeisterschaft teil und versuchte sich 2008/09 noch einmal an der Main-Tour-Qualifikation über die PIOS-Turniere. Bemerkenswerte Ergebnisse gelangen ihm aber nicht mehr. 2009 erlitt er einen Herzinfarkt. Er erholte sich wieder und trat in den 2010ern bei der World Seniors Championship an, kam aber auch da nicht mehr über die Qualifikation hinaus.

## Erfolge
Ranglistenturniere:
- Finale: British Open (1989), Grand Prix (1989)
- Halbfinale: Classic (1987), International Open (1988), Dubai Classic (1990)

Andere Profiturniere:
- Sieger: English Professional Championship (1988)
- Halbfinale: Kent Cup (1988), World Matchplay (1989)

Amateurturniere:
- Englischer U-19-Meister (1991)
- Junior Pot Black (1991)